# 王播
王播（759年—830年），字明敭，太原（今山西太原）人。
先世为太原人，父王恕为扬州仓曹参军时，定居扬州，遂以扬州为家。生于唐肃宗乾元二年（759年），与弟王炎、王起皆有文名。年轻时贫无所依，寄食惠昭寺，在木兰院的僧寮里借读。唐德宗贞元十年（791年）舉进士，同年又应制举贤良方正科，成绩优异，补盩厔（今陕西周至）县尉。贞元未年，因得罪京兆尹李实，被贬为三原（今陕西三原县）县令。唐顺宗即位，为驾部员外郎。宪宗、文宗时，历官剑南西川节度使、淮南节度使、中书侍郎、同平章事等职。王播在宪宗、穆宗、敬宗、文宗四朝，曾多次担任诸道盐铁转运使，掌握财賦大权。元和六年（811年）起，长期任盐铁轉運使，“能积聚，号为羡余，专有贡献，帝颇顾遇”。元和十三年(818年)，被宰相皇甫镈排挤，任剑南西川（治所在今四川成都）节度使，所兼任的盐铁转运使一职由程异继任。在职期间，善于聚敛搜刮，加重铜、盐等税，虽正税不足，反而每月能以钱物供奉皇帝，名为“羡余”。長慶年間，在淮南任所，虽遇大旱，扔搜刮不已，致使民怨沸腾。自淮南还京，进银碗三千四百、绫绢二十万匹。被封为太原郡公。每月径向敬宗进奉，年逾百万余缗，于“铜、盐之内，巧为赋敛，以事月进。名为羡余，其实正额。”。大和二年入为左仆射、同中书门下平章事，大和四年（830年）正月暴卒，谥曰敬。工書法，尝书唐凤翔尹李晟为国修寺碑。

## 延伸阅读
[在维基数据编辑]
 在维基文库阅读此作者作品
 《舊唐書/卷164》，出自刘昫《舊唐書》
 《新唐書·卷167》，出自《新唐書》